# برگزیدگان (مانوی)
برگزیدگان یا ویزیدگان رده دینی فعال و کوشای مانوی بودند تعدادشان محدود نبود. اینان روحانیان دینی نیز بشمار می‌رفتند و کسانی بودند که وظیفه داشتند کلیه امور دینی و عبادی دین را بجای آورند. از آنجایی که آداب این دین مبتنی بر ریاضت، بسیار سخت می‌نمود گروهی از مردم که تاب نداشتند از این رده خارج و به ردهٔ با آزادی عمل بیشتر نیوشایان می‌پیوستند. افراد طبقه برگزیده حسب سنت‌ها نمی‌بایست زنی اختیار کنند و از خوردن گوشت و چیدن گیاه و نوشیدن شراب پرهیز می‌کردند. از آنجاییکه در باورهای مانوی جهان مادی آفریده بدی و ظلمت محسوب می‌شود می‌بایست با ریاضت و پرهیز خود را از جهان خارج کنند. آبادگری در جهان کمک به اهریمن محسوب می‌شده و گزیدگان اجازه نداشتند کشاورزی کرده یا پیشه‌ای اختیار کنند که به بهبود جهان و کمک کرده و اسباب آسایش را فراهم کند. بنظر می‌رسد برگزیدگان از سوی رده پایین‌تر یعنی نیوشایان انتخاب می‌شده‌اند. روز مقدس برگزیدگان روز یکشنبه بود.